# Age of Reason
Age of Reason (рус. Век разума) — песня группы Black Sabbath с альбома 13 выпущена как четвёртый сингл из альбома 19 апреля 2014 года.
Сингл был выпущен компанией Secret 7" на 7-дюймовой виниловой пластинке в двух редакциях общим количеством 107 экземпляров.
Первая редакция выпущена общим тиражом 100 экземпляров. Каждый сингл имеет своё уникальное оформление, которое рисовалось художниками разных стран мира. Деньги с продаж этой пластинки шли в благотворительную организацию War Child.
Вторая редакция так же выпущена на 7-дюймовой виниловой пластинке в количестве 7 экземпляров. Все экземпляры номерные, каждый из них подписан Батлером, Айомми и Осборном.

## Участники записи
- Оззи Осборн — вокал
- Тони Айомми — ведущая гитара
- Гизер Батлер — бас-гитара
- Брэд Уилк — ударные